# 운항 관제사
운항 관제사는 미국 항공우주국(NASA) )의 임무 관제 센터(Mission Control Center) 또는 유럽 우주국(ESA)의 유럽 우주 운영센터(European Space Operations Center)와 같은 임무 관제 센터에서 우주 비행을 지원하는 요원이다. 운항 관제사는 컴퓨터 콘솔을 통하여 작업하며 원격 측정 기술을 사용하여 우주 탐사의 다양한 기술적 측면을 실시간으로 모니터링한다. 각 운항 관제사는 특정 영역의 전문가인데, "후실(Back Room)" 내의 추가 전문가와 지속적으로 통신한다. 운항 관제사를 이끄는 운항 책임자(flight director)는 운항 관제사 조원의 활동을 모니터링하고 임무의 성공과 안전에 대한 전반적인 책임을 진다.